# Mount Rogers (Virginia)
Mount Rogers ist der höchste Berg im US-Bundesstaat Virginia. Er gehört zur Gebirgskette der Blue Ridge Mountains. Der Berg hat eine Höhe von 1746 Meter über dem mittleren Meeresspiegel, der Gipfel befindet sich im Grayson County etwa 10 Kilometer von Trout Dale entfernt. Er ist Teil der Mount Rogers National Recreation Area. Er lässt sich sehr leicht über ausgewiesene Wanderwege erreichen.
Er wurde nach William Barton Rogers benannt.

## Weblinks

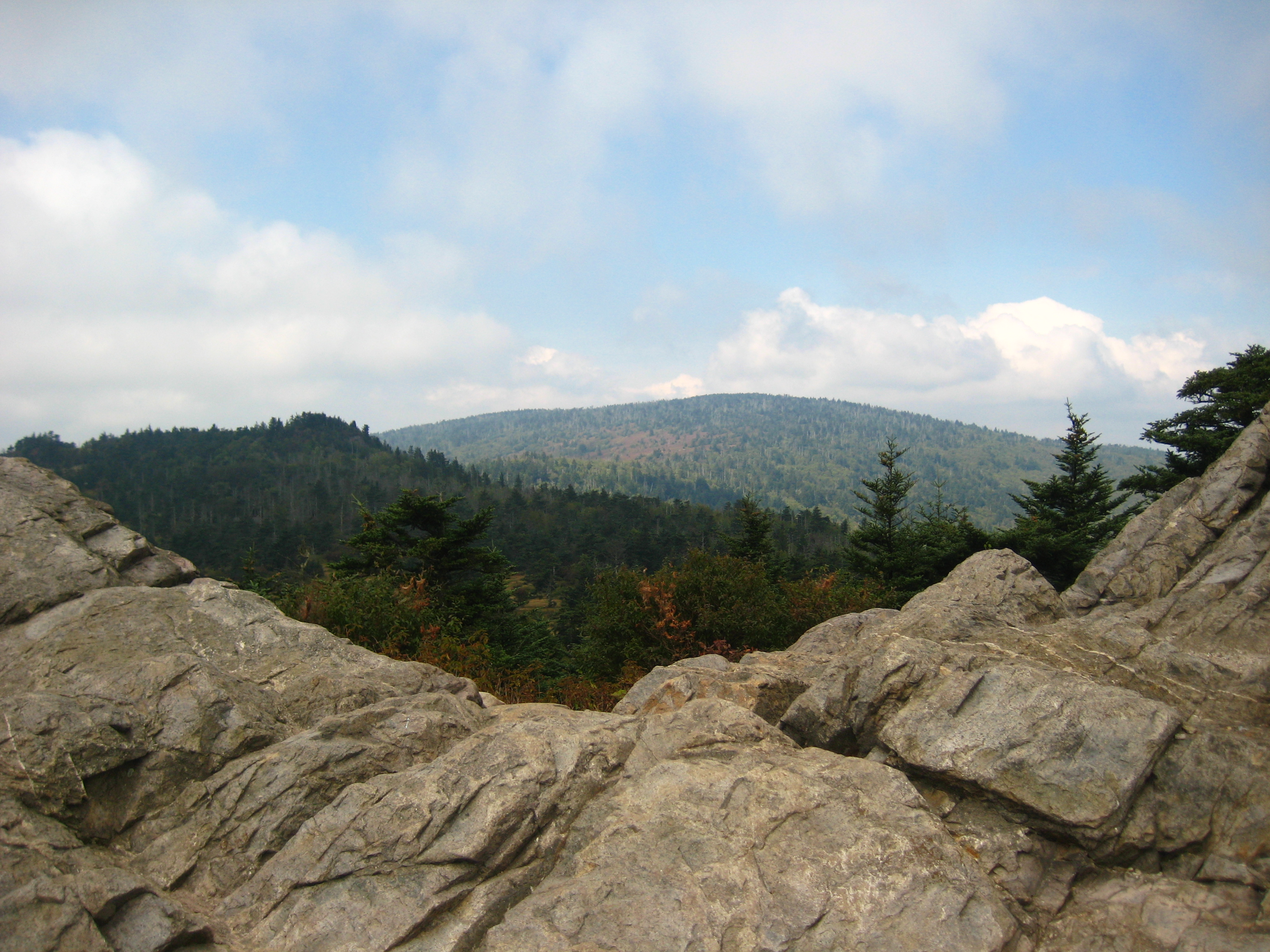
Der Berg im Sommer